# Ercole Ferrario
Ercole Ferrario (Samarate, 23 marzo 1816 – Gallarate, 24 marzo 1897) è stato un medico, patriota, agronomo, saggista e politico italiano.
Uomo eclettico, partecipò attivamente all'insurrezione delle cinque giornate di Milano per poi tenere una posizione moderata durante il Risorgimento. Fu vicino alle problematiche mediche legate all'agricoltura, facendo ricerche nel campo e pubblicando numerosi trattati a tema, attività ridotta negli ultimi anni di vita dove manifestò interesse nei confronti dell'archeologia. Ebbe anche ruoli politici, ricoprendo l'incarico di sindaco di Samarate e in seguito di consigliere nei comuni di Gallarate e Cardano al Campo.
Riposa nel cimitero di Samarate.